# Estação Kennedy (TTC)
Kennedy é uma estação do metrô de Toronto, localizada nas linhas Bloor-Danforth e Scarborough RT, e servindo como ponto de conexão entre as linhas. É o término leste da linha Bloor-Danforth, e um término da Scarborough RT. A estação possui um terminal de ônibus integrado. O nome da estação provém da Kennedy Road, a rua arterial norte-sul mais próxima da estação.